# Tarjei Vesaas
Tarjei Vesaas (født 20. august 1897 på gården Vesås i Vinje, død 15. marts 1970 i Oslo) var en norsk forfatter af romaner, noveller, digte og skuespil.
Han regnes som en af Norges betydeligste modernister og skrev på nynorsk. Vesaas skrev både digte og dramatik, men var først og fremmest kendt for sine romaner og noveller. Hovedværkerne er Fuglane (1957) og Is-slottet (1963).
I 1964 vandt Tarjei Vesaas Nordisk råds litteraturpris for bogen Is-slottet. For prispengene oprettede han et legat. Afkastet fra legatet udgør prispengene i Tarjei Vesaas' debutantpris, som hvert år uddeles til årets bedste unge skønlitterære debutant. Prisen uddeles af Den Norske Forfatterforenings Litterære Råd.

## Tarjei Vesaas livsforløb
Tarjei Vesaas blev født i 1897 på forældrenes gård Vesås i Vinje i Telemarken. Han arbejdede som ung på gården, og forældrene havde allerede planlagt, at Tarjei som ældste søn skulle overtage Vesås og blive bonde. Han imidlertid var ikke interesseret i at drive landbrug, men var glad for at gå lange ture og læse bøger, særligt digte. Under et semester på Voss Folkehøgskole fik Tarjei øjnene op for litteraturen og besluttede at blive digter.
I 1923 debuterede han som 26-årig med romanen Menneskebonn. I 1920'erne og 1930'erne rejste han rundt i det meste af Europa.
Tarjei giftede sig i 1934 med Halldis Moren, og de bosatte sig på gården Midtbø i Vinje, som Tarjei havde købt i 1930 af sin onkel Øystein Vesaas. Parret fik to børn sammen: Olav Vesaas og Guri Vesaas.
Han fik kunstnerlønn fra 1947 og modtog Gyldendals æresgage fra 1951 og fik flere priser for sine bøger blandt andet Venezia-prisen for bogen Vindane.
Tarjei Vesaas døde på Rikshospitalet i Oslo 15. marts 1970, 72 år gammel.

## Filmatiseringer
- 1951 – Dei svarte hestane – instruktion: Hans Jacob Nilsen / Sigval Maartmann-Moe
- 1968 – Zywot Mateusza (Fuglane) – instruktion: Witold Leszczynski
- 1973 – Brannen – instruktion: Haakon Sandøy
- 1974 – Kimen – instruktion: Erik Solbakken
- 1976 – Vårnatt – instruktion: Erik Solbakken
- 1987 – Is-slottet – instruktion: Per Blom
- 1990 – Det rare / 21 år – instruktion: René Bjerke

## Priser
- 1943 – Gyldendals legat
- 1946 – Melsom-prisen
- 1953 – Den litterære Venezia-prisen
- 1957 – Doblougprisen
- 1964 – Nordisk Råds Litteraturpris, for Is-slottet
- 1967 – Bokhandlerprisen